# پاکسازی ابدی
پاکسازی ابدی (به انگلیسی: The Forever Purge) یک فیلم ترسناک، اکشن و جنایی در سبک ویران‌شهر آمریکایی محصول سال ۲۰۲۱ به کارگردانی اوراردو والریو گوت و نویسندگی جیمز دموناکو است. در این فیلم آنا د لا رگه‌را، تنوچ هوئرتا، جاش لوکاس، کسیدی فریمن، لون رامبین، آلخاندرو آوادا و ویل پاتون ایفای نقش می‌کنند و گروهی از مردم را دنبال می‌کند که پس از ادامه جنایات و قتل‌های یک جنبش شورشی تلاش می‌کنند از ایالات متحده فرار کنند.
این فیلم که از تاریخ اولیه ژوئیه ۲۰۲۰ به دلیل همه‌گیری کووید-۱۹ به تعویق افتاد، در تاریخ ۲ ژوئیه ۲۰۲۱ توسط یونیورسال پیکچرز در سینما اکران شد. این فیلم ۷۷ میلیون دلار در سراسر جهان در برابر بودجه ۱۸ میلیون دلاری خود فروخت و نقدهای متفاوتی از منتقدان دریافت کرد، با تحسین برای اجراها و سکانس‌های اکشن آن اما انتقادهایی برای نوشتن فیلمنامه بود.

## داستان
هشت سال پس از انتخابات ریاست جمهوری شارلین روان، پدران بنیانگذار جدید آمریکا کنترل دولت ایالات متحده را دوباره بدست آوردند و پاکسازی سالانه را با قوانین اصلی خود دوباره به کار گرفتند. برتری سفید و ذات گرایی پس از انتخاب مجدد آنها در سراسر کشور افزایش یافته‌است، و بسیاری از افراد خارج از حزب حاکم نگران این هستند که تصفیه آینده به شکست تبدیل شود. زن و شوهر مهاجر متأهل خوان و آدلا هنگام فرار از یک کارتل مواد مخدر مکزیکی و ساختن زندگی جدید، به‌طور غیرقانونی از مرز تگزاس عبور می‌کنند و زندگی جدیدی را ایجاد می‌کنند، در حالی که خوان در مزرعه خانواده تاکر به عنوان یک مزرعه کار می‌کرد و آدلا در نزدیکی آستین کار می‌کرد.
ده ماه بعد، در آستانه پاکسازی سالانه بعدی، خوان و آدلا برای محافظت از آنها به یک جامعه مهاجر در پشت یک پناهگاه دیواری با امنیت مسلح پیوستند.

## تولید
در جولای ۲۰۱۹، اعلام شد که فیلم در کالیفرنیا فیلمبرداری خواهد شد. این فیلم تقریباً ۶٫۵ میلیون دلار اعتبار مالی توسط کمیسیون فیلم کالیفرنیا دریافت کرد. قرار بود تولید در نوامبر ۲۰۱۹، با ۲۵ روز فیلمبرداری در سن دیگو آغاز شود. سرانجام فیلمبرداری در فوریه ۲۰۲۰ به پایان رسید.

## بازخوردها
- در وب‌سایت جمع‌آوری نقد راتن تومیتوز، این فیلم بر اساس ۱۵۹ نقد، با میانگین امتیاز ۵٫۴ از ۱۰، ۴۹ درصد محبوبیت دارد. اجماع منتقدان سایت چنین می‌گوید: «پاکسازی برای همیشه با ترسناک‌ترین مضامین به‌موقع خود به‌طور کامل درگیر نمی‌شود، اما حق رای دادن تا حد زیادی – هرچند صراحتاً – مؤثر باقی می‌ماند».[۹]
- در متاکریتیک، فیلم بر اساس ۳۳ منتقد، میانگین وزنی امتیاز ۵۳ از ۱۰۰ را دارد که نشان‌دهنده «بررسی‌های مختلط یا متوسط» است.[۱۰]
- تماشاگران شرکت‌کننده در نظرسنجی سینماسکور به فیلم نمره متوسط «B−» را در مقیاس A+ تا F دادند، در حالی که پست‌ترک گزارش داد که ۷۲٪ از مخاطبان به آن نمره مثبت دادند و ۵۳٪ گفتند که قطعاً آن را توصیه می‌کنند.[۱۱]
- این فیلم در ایالات متحده و کانادا ۴۴٫۵ میلیون دلار و در سایر مناطق ۳۲٫۵ میلیون دلار به دست آورد که مجموعاً ۷۷ میلیون دلار در سراسر جهان است.